# Бабий узел
Ба́бий у́зел (англ. Granny Knot — «бабушкин узел») — связывающий временный узел, часто применяемый в быту для связывания вместе двух концов косынки. Является широко распространённым, но при этом крайне ненадёжным узлом. Для ответственных случаев бабий узел неприменим, а там, где от него зависит жизнь и здоровье людей, — смертельно опасен. Полагают, что своё название этот узел получил в связи с тем, что испокон веков женщины завязывали им концы головного платка.
Бабий узел представляет собой пару одинаковых полуузлов, завязанных последовательно один над другим в одну и ту же сторону. Если им связать концы верёвки и потянуть за концы, то сразу же видно, что он начинает перемещаться по верёвке, скользить вдоль неё («ползёт»). А если его завязать близко от одного из связываемых концов верёвки, то при тяге он может соскользнуть и наверняка соскользнёт, если связываемые верёвки — разной толщины.
Разные названия этого узла отражают его отрицательные свойства («дурацкий», «салаговый», «ложный»). В местах, где требуются надёжные узлы, следует применять другие, например, прямой, отличающийся только тем, что второй полуузел вяжут в другую сторону.
Потянув за коренной и ходовой концы верёвки связывающего бабьего узла, получится схватывающий выбленочный узел. А когда на конце троса делают петлю, ходовой конец которой связывают с коренным бабьим узлом, который до конца не затягивают, то если петлю набрасывают на предмет и при рывке за коренную часть бабий узел превращается в штык.
Также мясники используют мясничий узел, который завязывают так же, как и бабий узел и превращают его в штык, но с обязательным стопорным узлом. В профессиональной среде мясников бабий узел считают более прочным, чем прямой узел.
В хирургии при наложении шва некоторые хирурги предпочитают бабий узел при оговоренных случаях перед прямым узлом.

## Способ завязывания

Бытовой способ
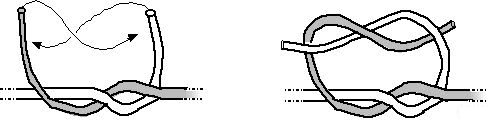
1. Сделать первый полуузел. 2. Сделать второй такой же полуузел.

Хирургический способ
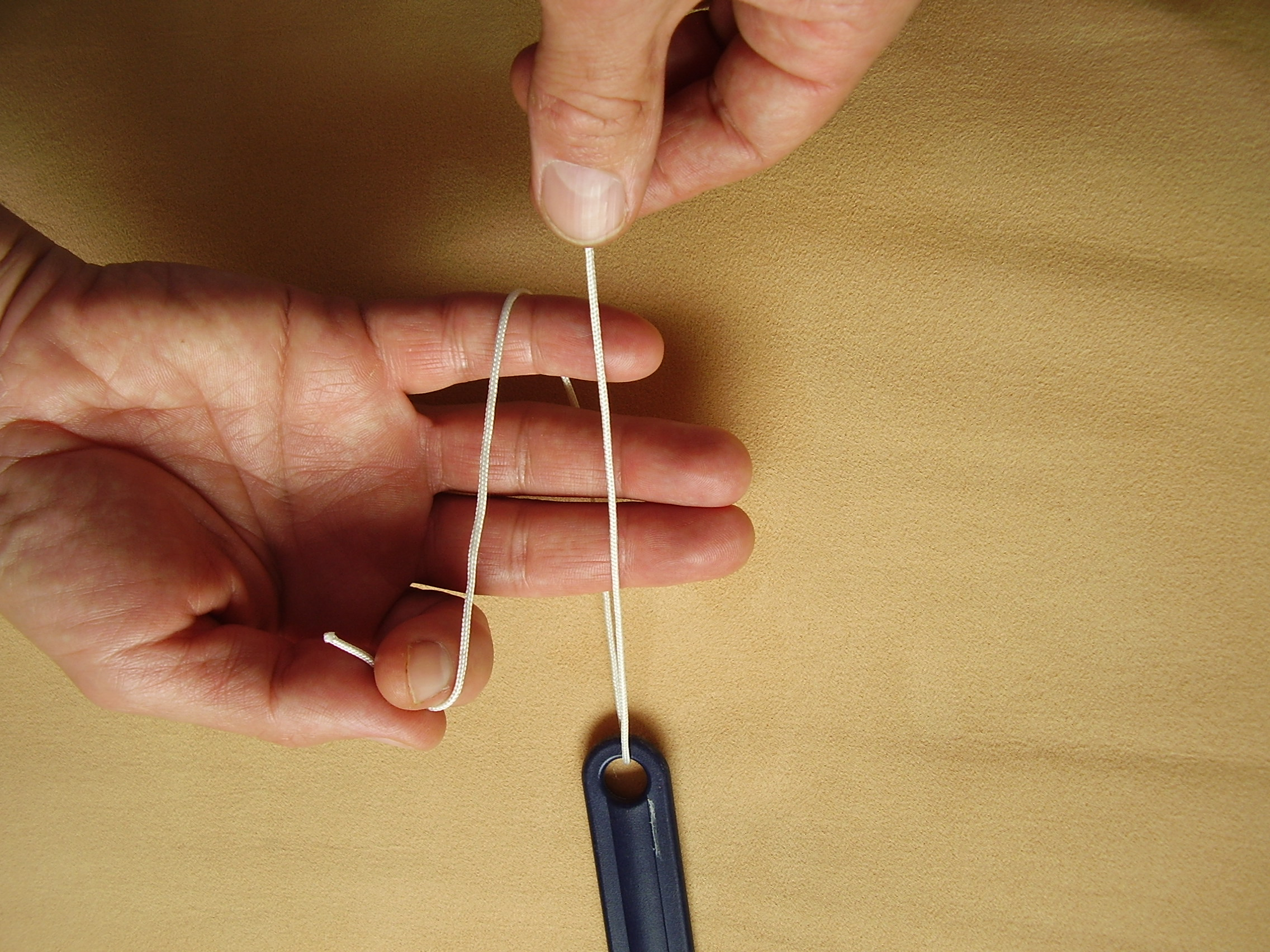
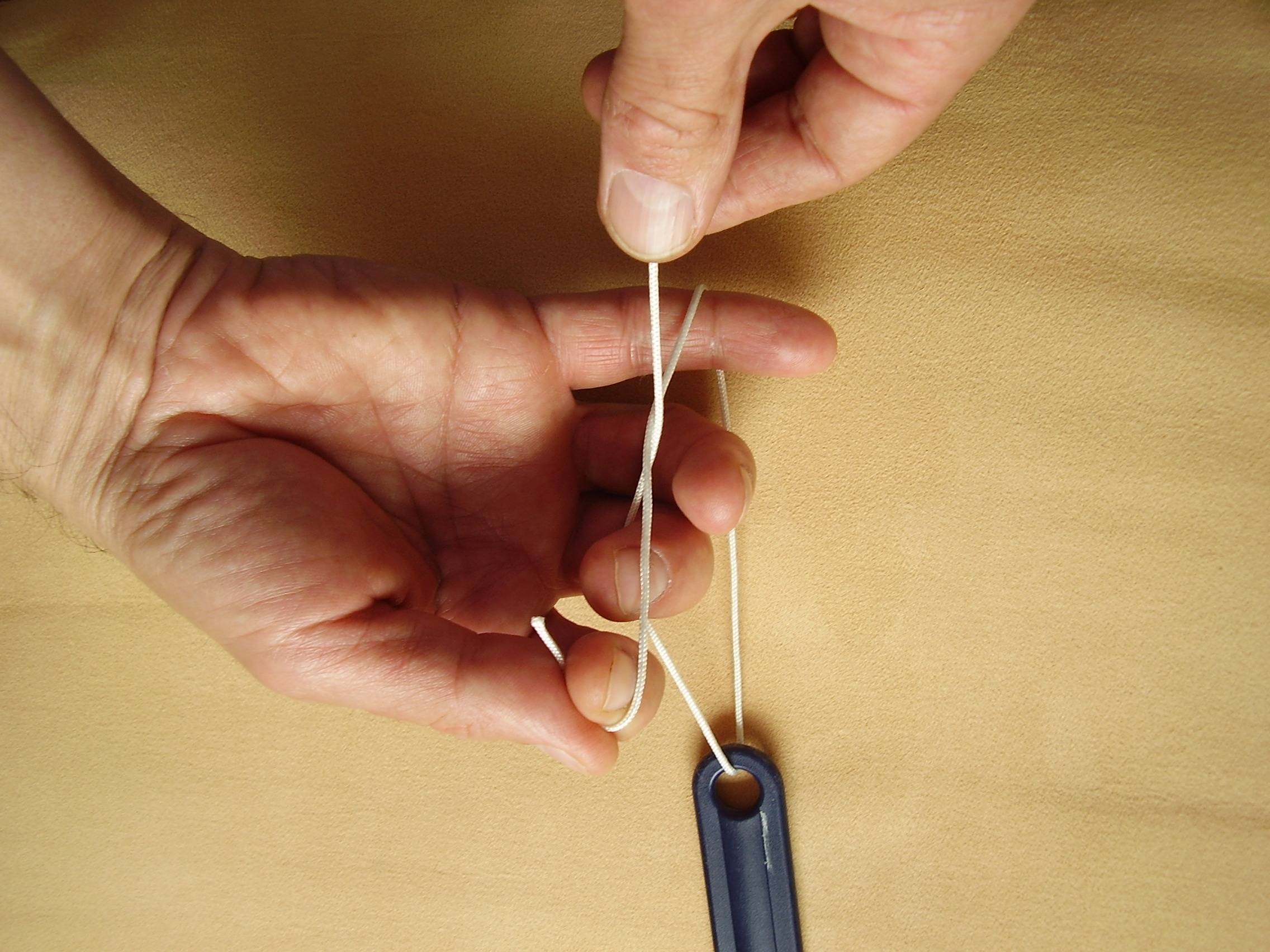
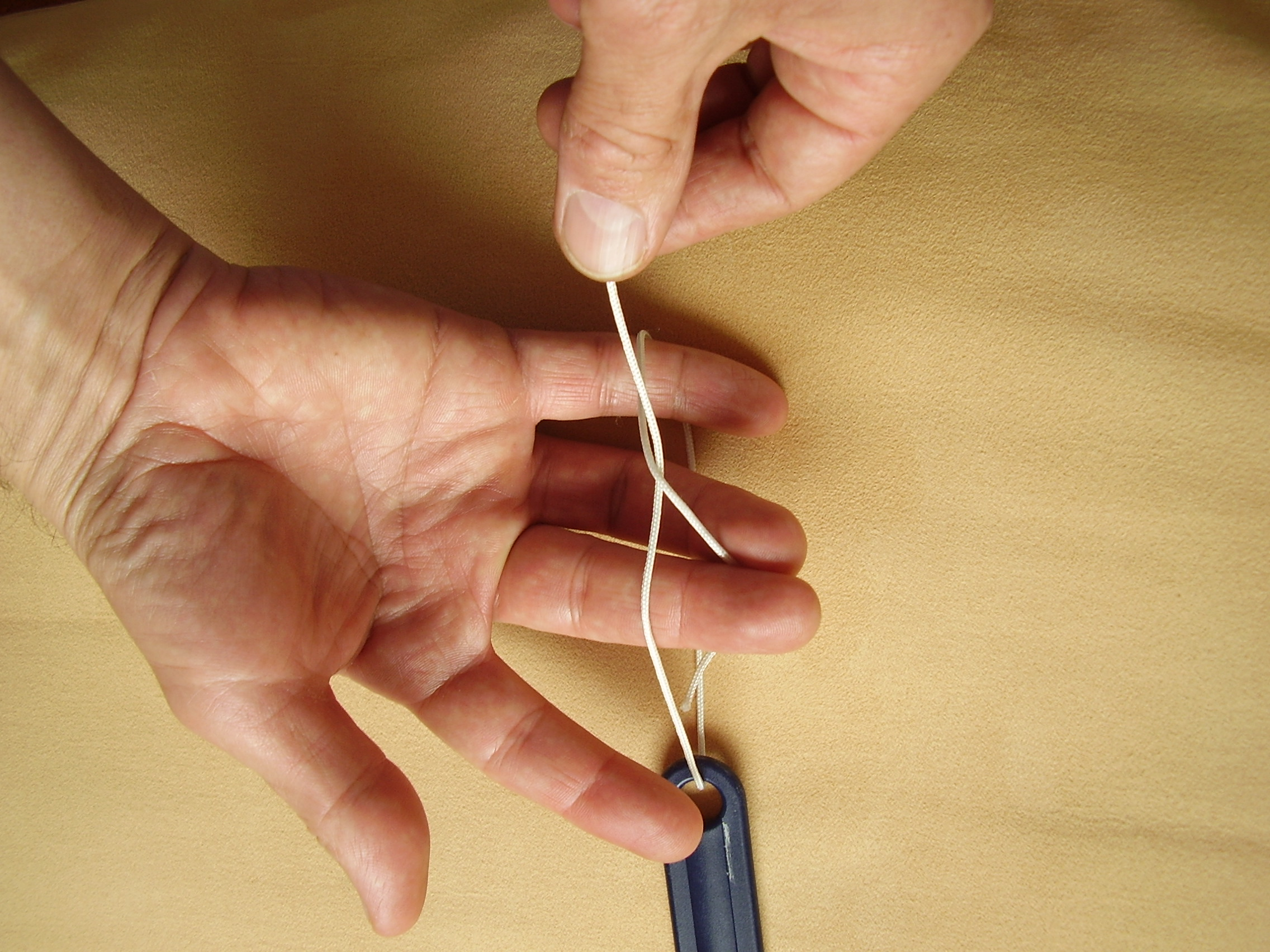
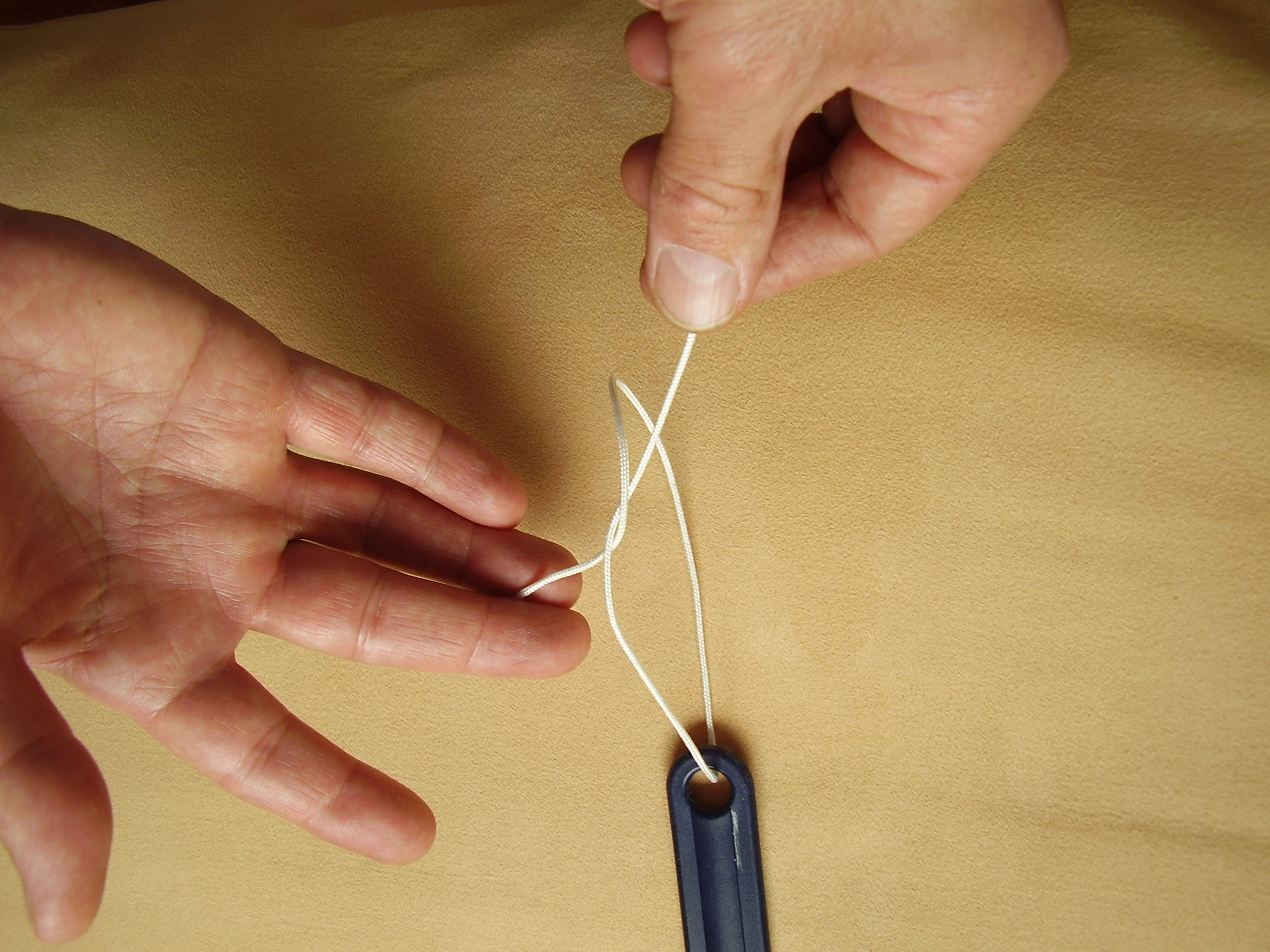
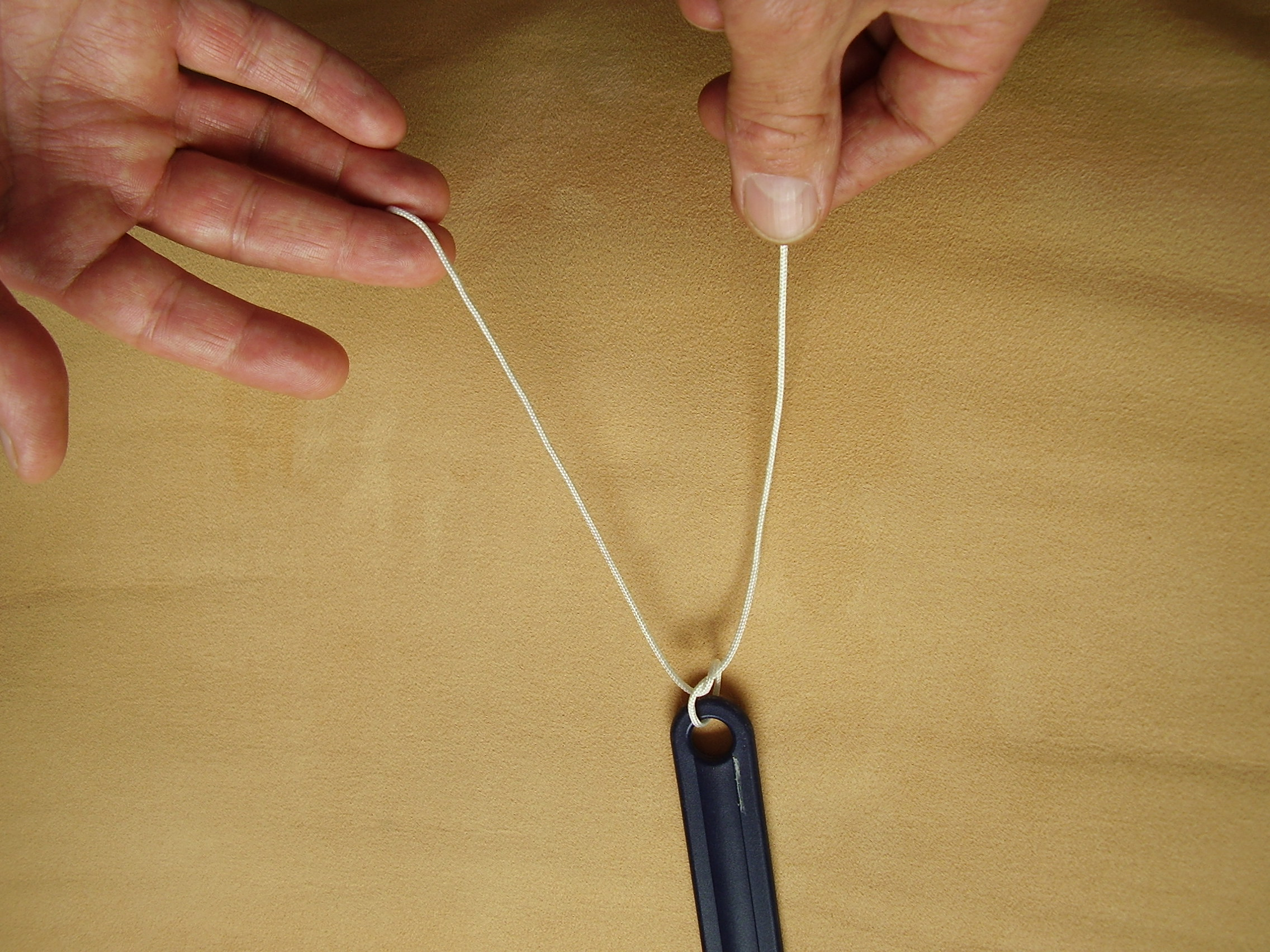
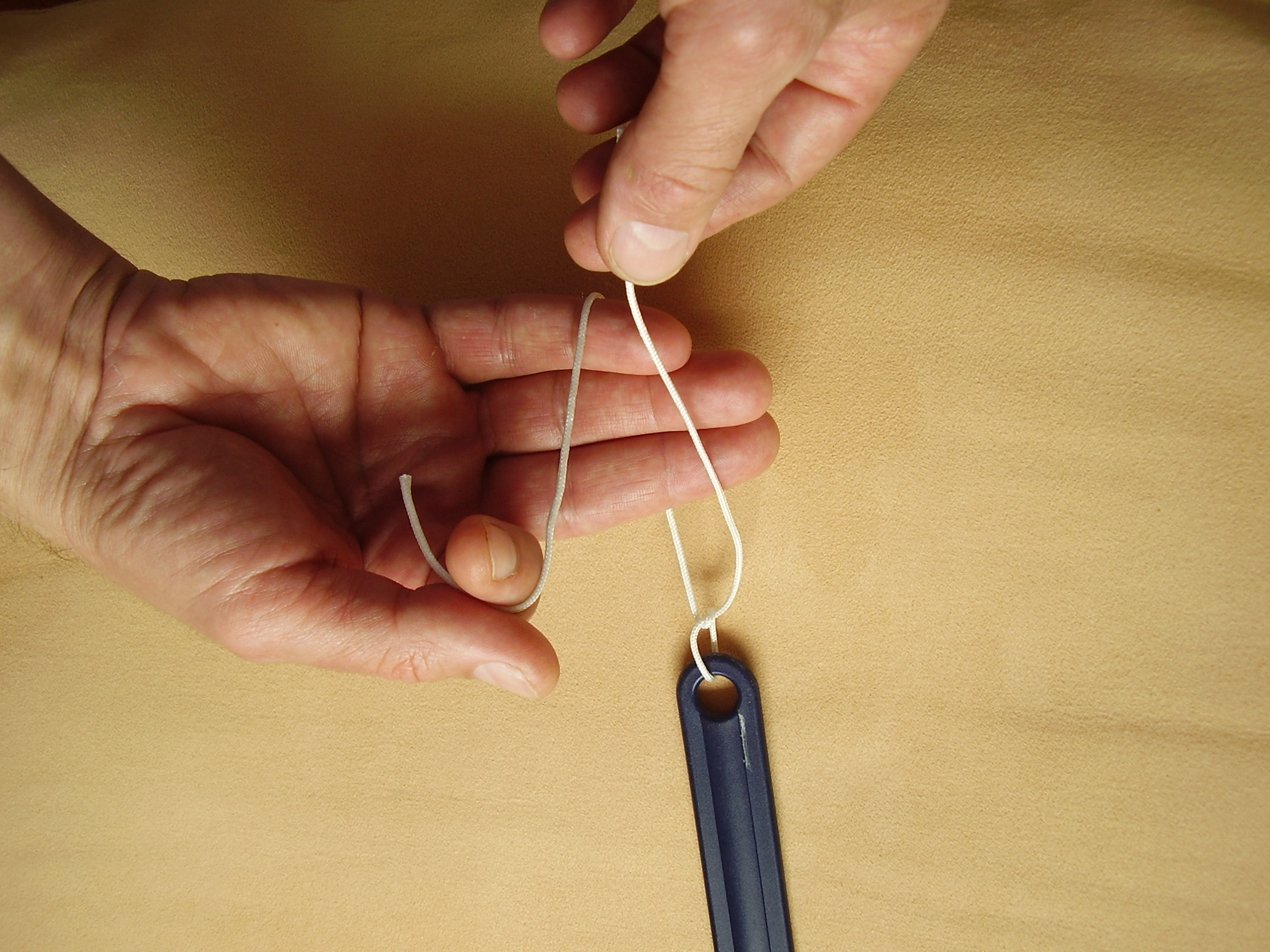
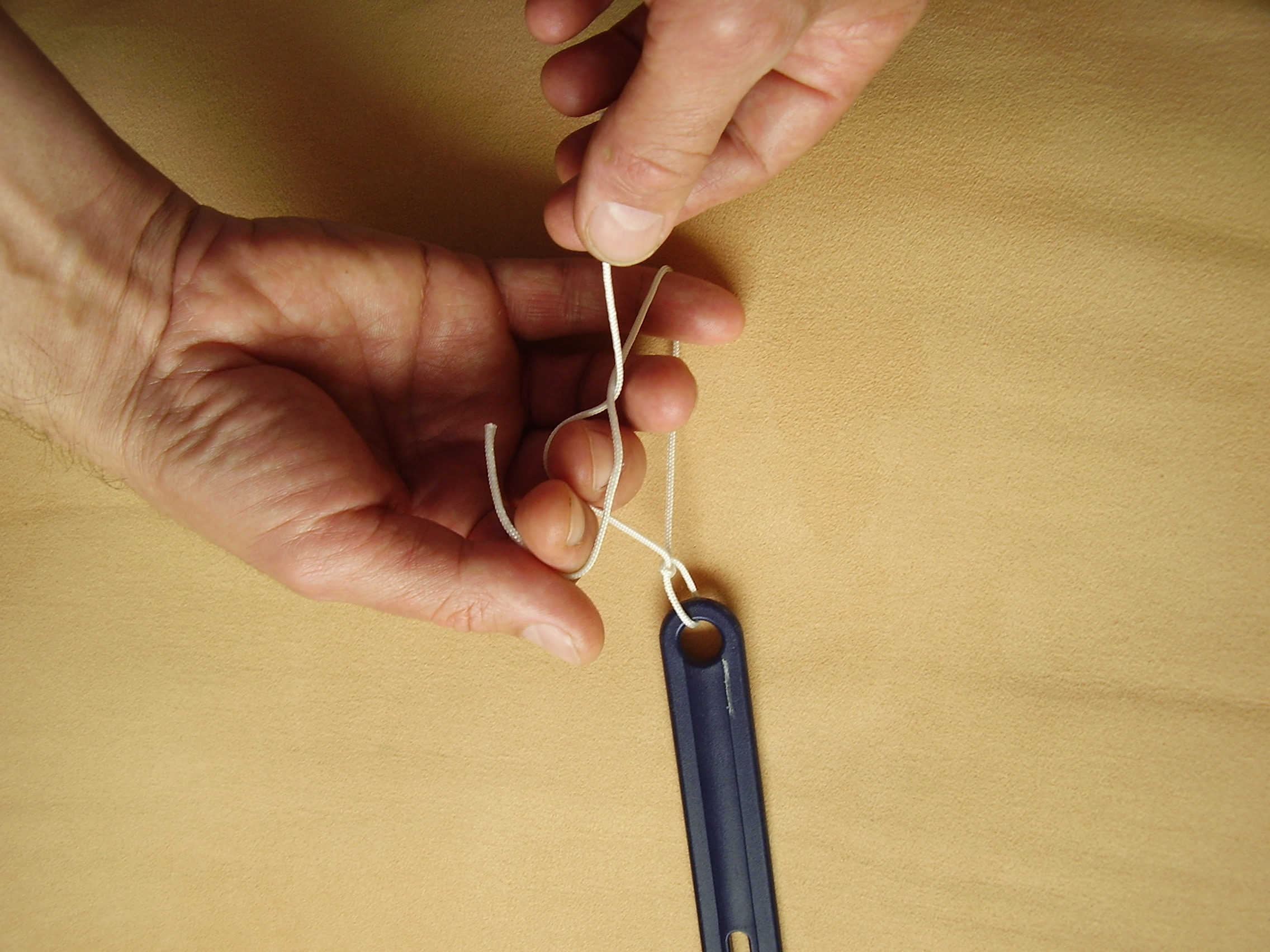
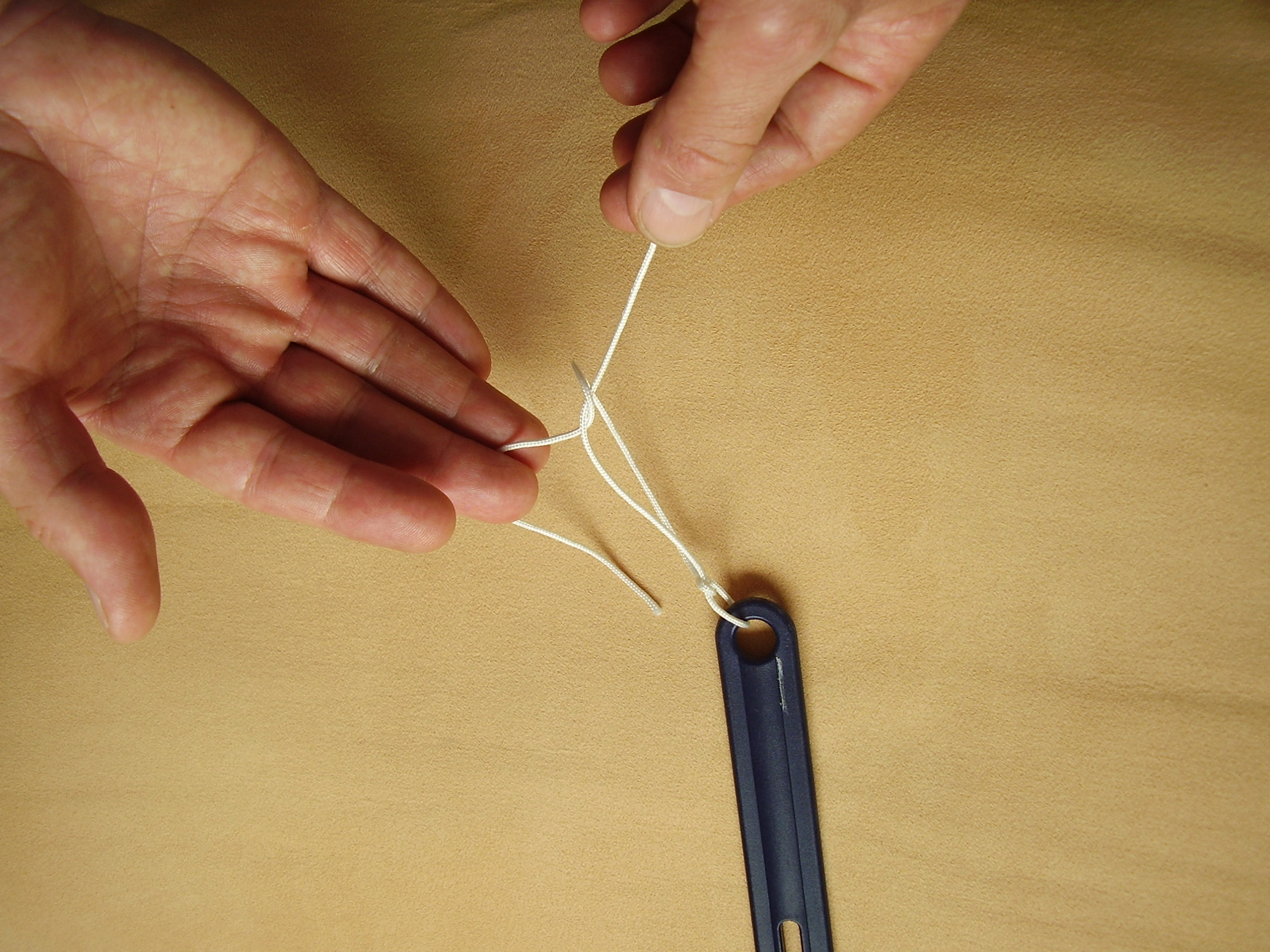
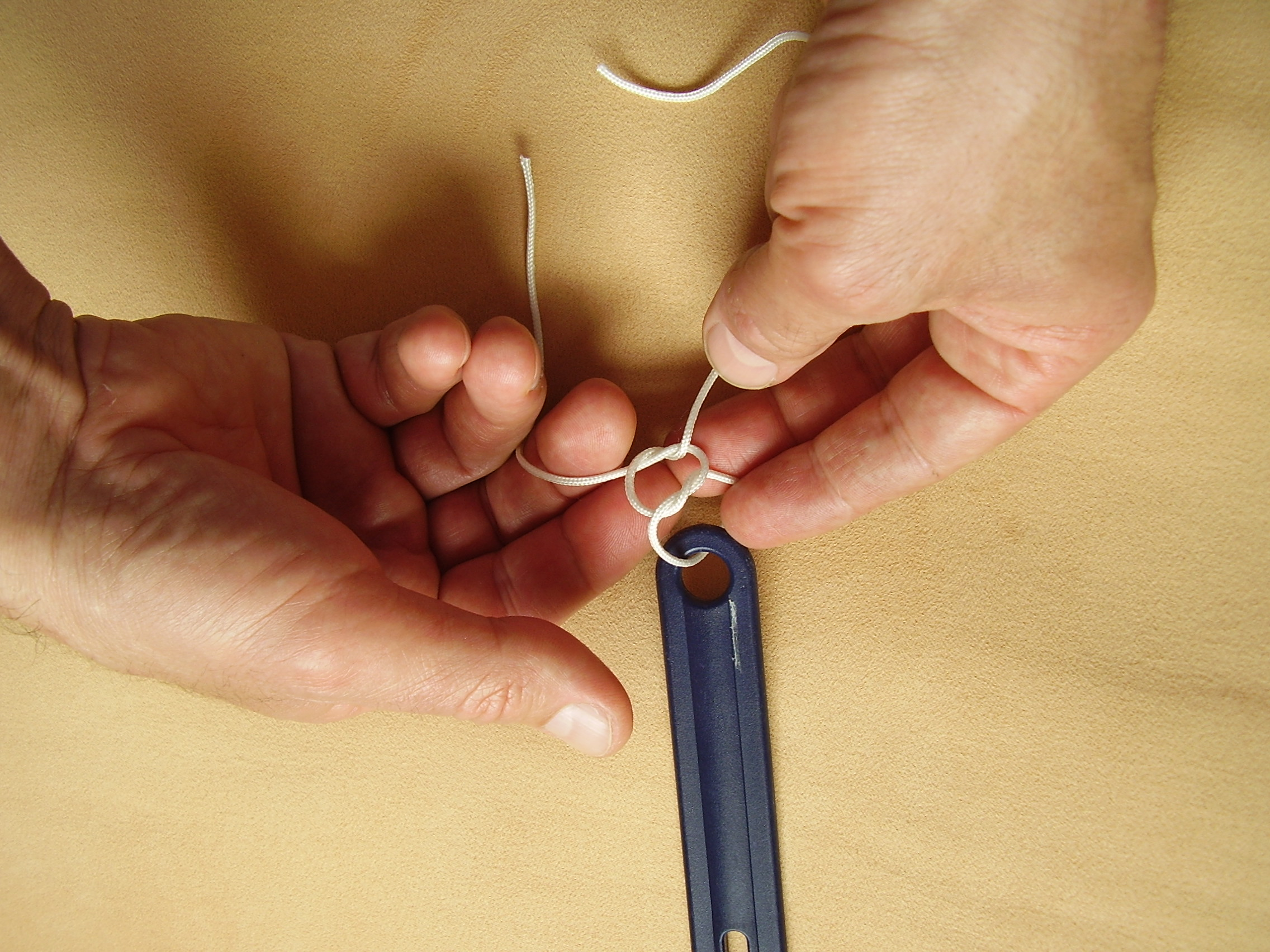
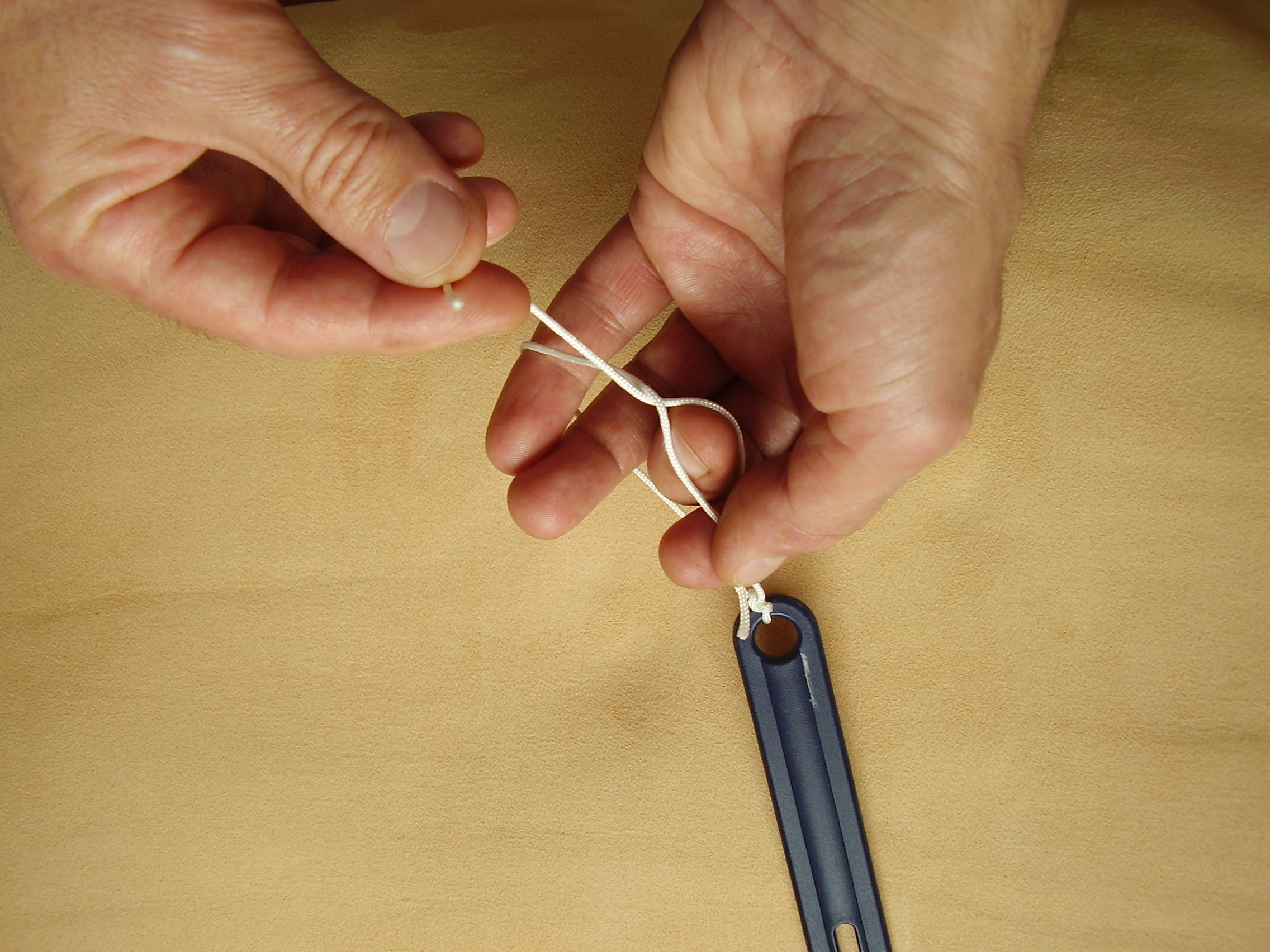
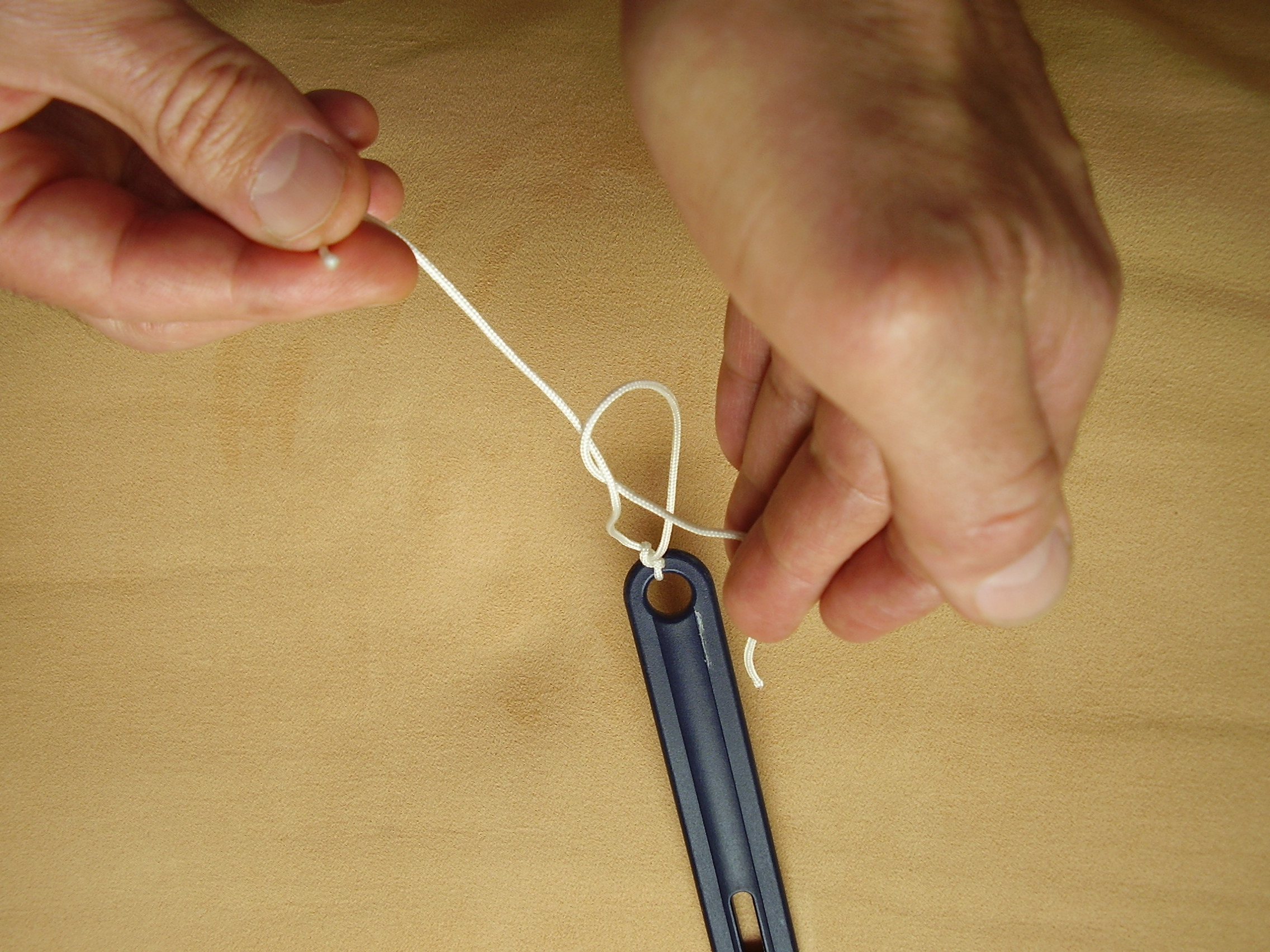
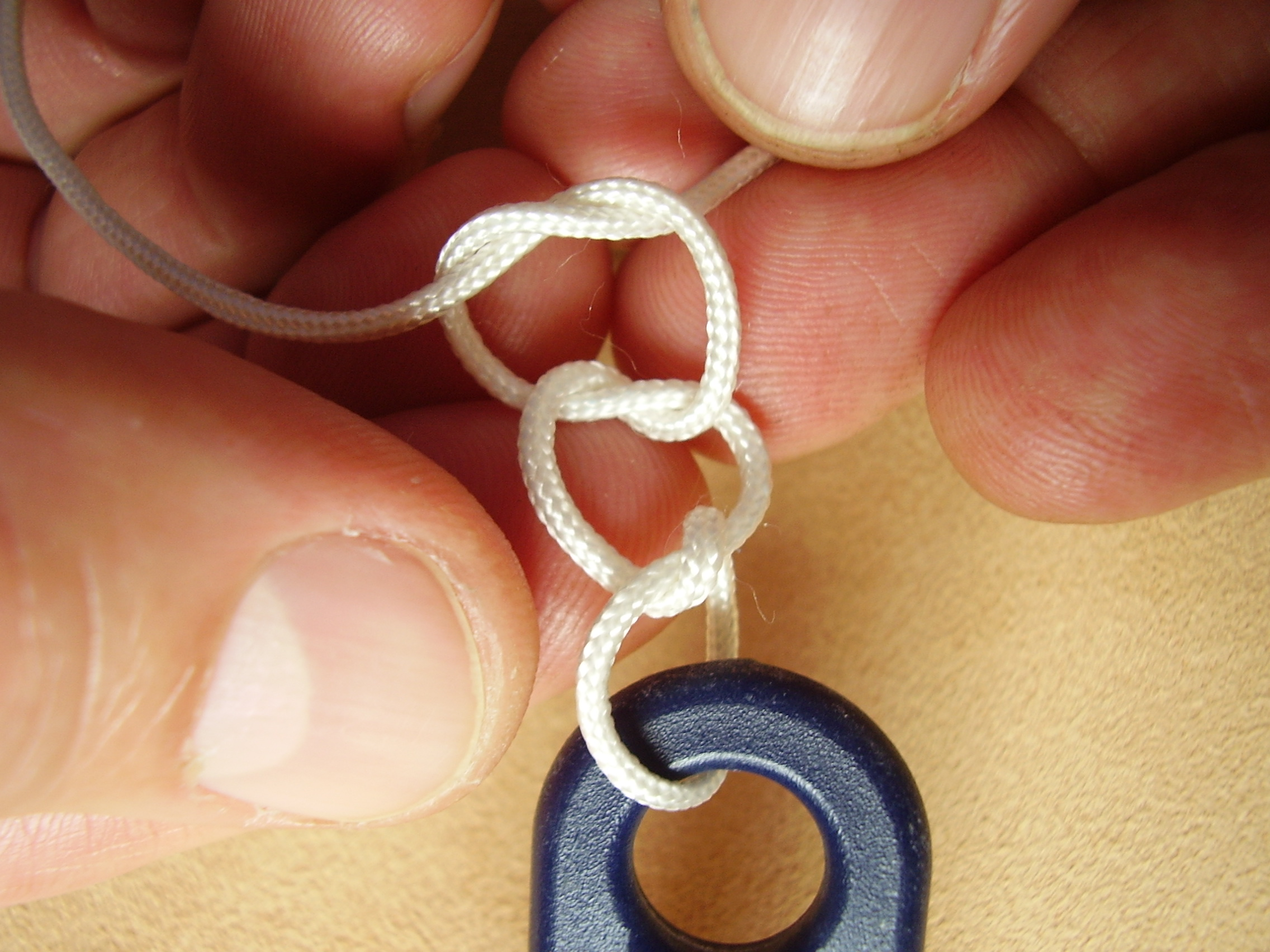

## Литература

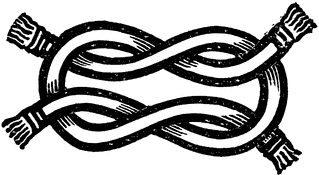
Геральдический узел
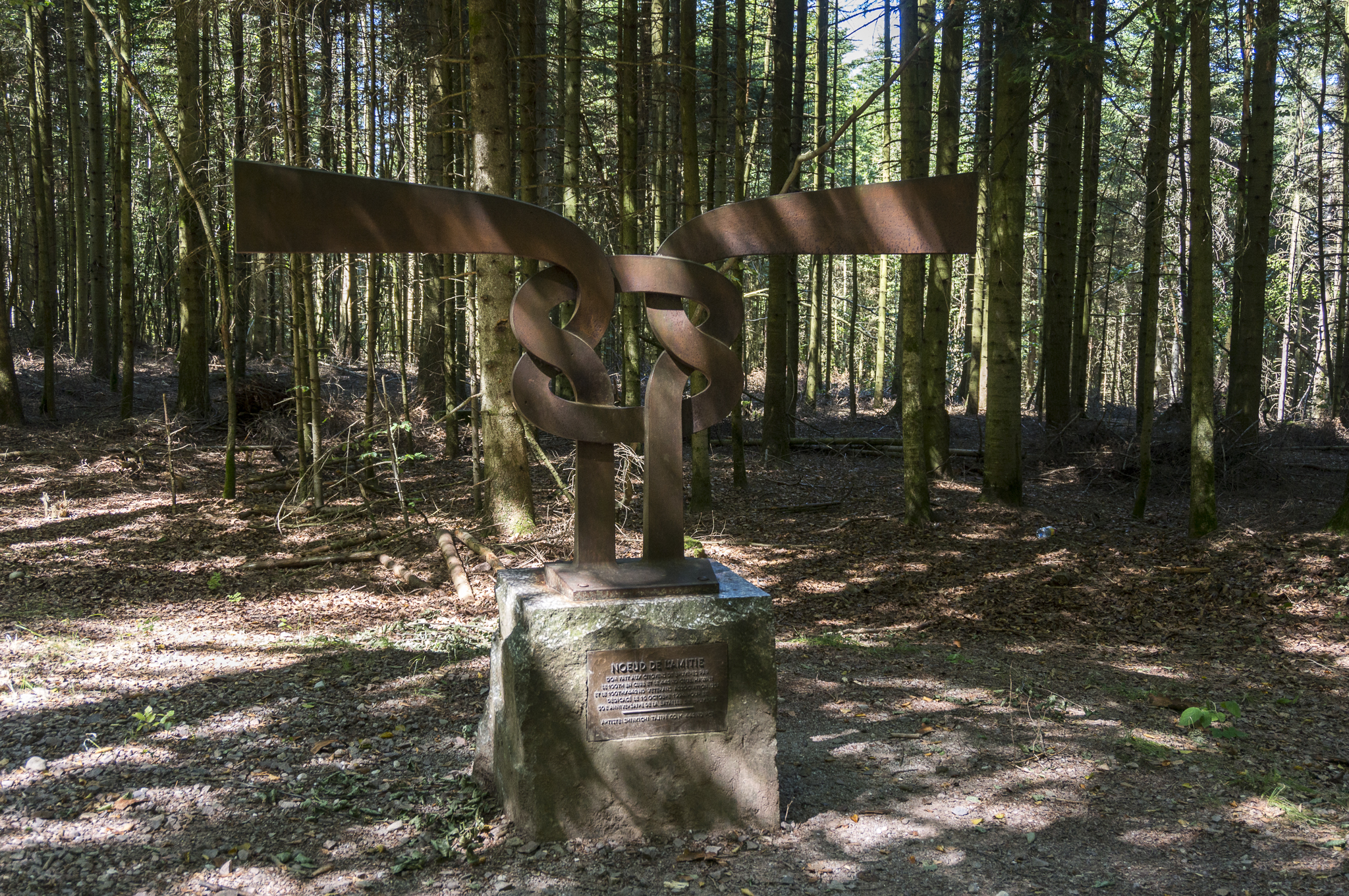
Скульптура дружбы скульптора Синкити Тадзири в честь Брюйерской битвы
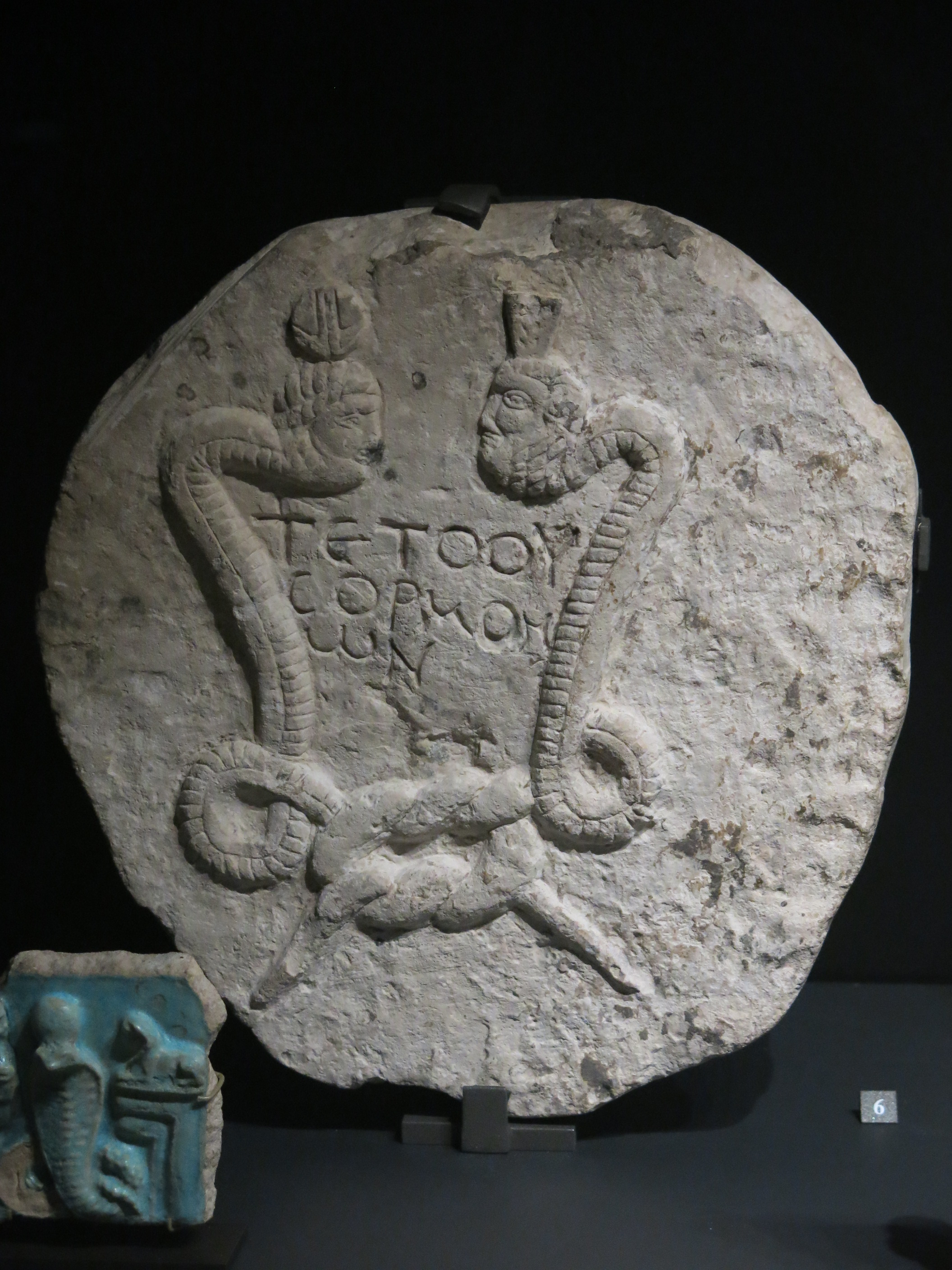
Исида-Фермуфис и Серапис-Агeтходаймон в облике змеи. Стела из известняка I век до н. э., IV век, Лувр

## Связывающие узлы
- прямой
- воровской
- бабий
- тёщин